# Walter Genewein
Walther (Walter) Genewein (ur. 1901 w Salzburgu, zm. 1974 tamże) – austriacki handlowiec. Od około 1938 był członkiem NSDAP, a od 1940 roku Kierownikiem Wydziału Finansowego niemieckiej administracji (Gettoverwaltung) łódzkiego getta. Fotoamator, autor unikatowego zestawu kilku tysięcy kolorowych przeźroczy (slajdów) wykonanych na terenie Litzmannstadt Getto.

## Życiorys
Do okupowanej przez Niemców Łodzi przyjechał w czerwcu 1940 roku. Podjął pracę w niemieckim zarządzie łódzkiego getta (Gettoverwaltung), jego zadaniem była organizacji pionu finansowego Zarządu, oraz kierowanie nim. W związku z tym był bliskim współpracownikiem kierownika tego Zarządu – Hansa Biebowa. Przez ręce Geneweina przechodziły między innymi wszelkiego rodzaju walory pieniężne i kosztowności zrabowane więźniom getta. Za sumienną i rzetelną pracę na rzecz III Rzeszy był kilkakrotnie nagradzany.
Po wojnie, w roku 1947, został oskarżany o wzbogacenie się na Żydach. Tłumaczył, że posiadane kosztowności nabył w czasie swojego pobytu w Łodzi po okazyjnych cenach. Zmarł w 1974 roku w Salzburgu jako szanowany obywatel.

### Twórczość
Prywatnie Walter Genewein amatorsko zajmował się fotografią czarno-białą. Od końca lat 30. XX w. zaczął eksperymentować z kolorowymi materiałami odwracalnymi, tzw. pozytywami (slajdami), niemieckiej firmy „Agfa”, które niedługo wcześniej ta firma wypuściła na rynek. Apogeum tych eksperymentów przypada na okres jego pracy w Łodzi. W archiwum „Agfy” zachowała się jego korespondencja w sprawach doradztwa technicznego.
Na polecenie lub prośbę Hansa Biebowa, w ramach swoich zainteresowań, wykonał m.in. co najmniej tysiąc kolorowych przeźroczy na terenie łódzkiego getta, dokumentując jego wygląd oraz produkcję. Wykonał też co najmniej kilkanaście zdjęć Biebobowi, np. z urodzin w 1942 lub 1943 roku. Zestaw ten został w 1987 roku wystawiony na sprzedaż przez spadkobierców Geneweina w jednym z wiedeńskich antykwariatów. Tu odnaleźli je, zakupili, a następnie zidentyfikowali jako łódzkie, pracownicy Jüdisches Muzeum we Frankfurcie n. Menem. Zdjęcia pozostają w jego zbiorach. W zestawie tym znajduje się też kilkadziesiąt zdjęć z jego wyjazdu do okupowanej Warszawy w Generalnym Gubernatorstwie oraz kilkadziesiąt zdjęć wykonanych na ulicach okupowanej Łodzi.
Te kilkaset barwnych przeźroczy wykonanych w getcie jest unikatem na skalę światową, ponieważ prace Geneweina są jedynymi kolorowymi zdjęciami z łódzkiego getta. Prezentują wyidealizowany obraz getta. Stały się one w roku 1998 kanwą filmu dokumentalnego Dariusza Jabłońskiego pt. „Fotoamator”. Reżyser zestawił te zdjęcia z komentarzem Arnolda Mostowicza, lekarza, więźnia łódzkiego getta.
Odnalezienie wiedeńskiego zestawu slajdów umożliwiło przypisanie Walterowi Geneweinowi autorstwa zestawu 200 przeźroczy wykonanych w latach 1941–1943 na ulicach okupowanej Łodzi. Zdjęcia powstały na prośbę lub zlecenie ówczesnego dyrektora łódzkich tramwajów miejskich – „Litzmannstädter Elektrische Strassenbahn” – dr Bodo Scheidta. Dokumentują one m.in. ruch tramwajowy w rejonie obecnego placu Władysława Reymonta (podówczas Friesenplatz), oraz otwarcie 19 czerwca 1943 roku nowej krańcówki tramwajowej linii podmiejskich do Rzgowa, Tuszyna i Pabianic, na pobliskim placu Niepodległości (Südplatz). Na bazie wybranych z tego zestawu przeźroczy, w 1992 r., w łódzkim ośrodku telewizyjnym został zrealizowany przez Jadwigę Wileńską (reż.) i Wojciecha Źródlaka (scen.) krótki film dokumentalny „Przystanek, 1 czerwca 1943”. Zestaw ten oraz katalog znajduje się w dyspozycji Muzeum Komunikacji Miejskiej w Łodzi.
Kilkanaście lat później odnaleziono w Bremie trzeci zestaw przeźroczy Geneweina. Obecnie znajduje się on w zbiorach United States Holocaust Memorial Museum w Waszyngtonie.